# Lill Skälvattnet
Lill Skälvattnet är en sjö i Storumans kommun i Lappland och ingår i Vapstälven-Ranas kustområde. Sjön har en area på 0,29 kvadratkilometer och ligger 809,4 meter över havet.

## Delavrinningsområde
Lill Skälvattnet ingår i det delavrinningsområde (729939-144564) som SMHI kallar för Utloppet av Vuole-Raurejaure. Medelhöjden är 719 meter över havet och ytan är 18,9 kvadratkilometer. Räknas de 3 avrinningsområdena uppströms in blir den ackumulerade arean 34,39 kvadratkilometer. Avrinningsområdets utflöde Raudvasselva mynnar i havet. Avrinningsområdet består mestadels av skog (13 procent), öppen mark (43 procent) och kalfjäll (37 procent). Avrinningsområdet har 1,39 kvadratkilometer vattenytor vilket ger det en sjöprocent på 7,4 procent.